# Grodków Śląski
Grodków Śląski – stacja kolejowa w Grodkowie, w województwie opolskim, w powiecie brzeskim, gminie Grodków, w Polsce.

## Ruch pasażerski
W roku 2017 stacja obsługiwała 150–199 pasażerów na dobę. W roku 2022 dobowa wymiana pasażerska na stacji wynosiła 500-699 pasażerów.